# Ha-Meassef

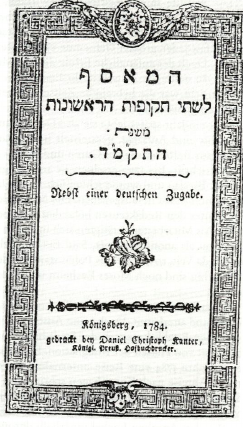
Ha-Me'assef Titel 1784

Ha-Meassef (auch HaMe'assef) (hebräisch המאסף; deutsch: Der Sammler) war eine 1783 unter hauptsächlicher Beteiligung von Isaac Euchel gegründete hebräische
Zeitschrift. Später wurde die Herausgeberschaft von Aaron Halle-Wolfssohn übernommen. Der sie umgebende Kreis von Mitarbeitern, Förderern und Gönnern wurde als Meassefim (die Sammelnden) bezeichnet.
Die Zeitschrift erschien monatlich ab dem Herbst 1783 in Königsberg, musste aufgrund finanzieller Schwierigkeiten aber bereits 1785 vorläufig eingestellt werden. Ein vierter Jahrgang erschien erst 1787 wieder, diesmal in Berlin. Doch auch diesmal war dem Projekt wenig Glück beschieden, so dass es zwischen 1790 und 1794 zu einer mehrjährigen Publikationspause kam, und die Zeitschrift auch danach einige Zeit lang nur sporadisch veröffentlicht wurde. Im Jahr 1796 wurde wieder ein kompletter Jahrgang herausgegeben, es sollte allerdings bis 1808 der letzte sein. In diesem Jahr wurde die Zeitschrift, nun unter dem Titel Der neue Sammler von Moses Philippson in Dessau wiederbelebt, konnte sich aber wiederum nur kurze Zeit halten, so dass es 1811 zur endgültigen Einstellung kam. Die jüngeren Ausgaben erschienen zum Teil schon in deutschen Lettern gedruckt. Unmittelbarer Anlass war Mendelssohns Bibel-Übersetzung. Ha-Meassef war für eine ganze Epoche das Zentralorgan aller Aufklärungsbestrebungen im deutschen und teilweise auch im östlichen Judentum. Durch die Subskribentenlisten lassen sich Leser von Amsterdam über Frankfurt, Hamburg und Berlin bis hin nach Kopenhagen und Riga nachweisen, wenngleich die Auflage nie einige hundert Exemplare überstieg.
Isaac Euchel und seine Mitarbeiter, die zuweilen auch von Naphtali Herz Wessely unterstützt wurden, hatten eine Symbiose zwischen neu belebter hebräischer Tradition und Literatur einerseits und jeweiliger Umweltkultur andererseits erhofft, und daher versuchten sie, das Hebräische gezielt zu modernisieren, vor allem auch mittels der Zeitschrift „Ha-Meassef“. Tatsächlich verlor das Hebräische aber rasch an Boden, und die westjüdische Aufklärung wurde zum Wegbereiter einer rapiden Assimilations- und sogar Apostasiebewegung, die das Reformjudentum nur mehr zu einem Teil aufzufangen vermochte. Damit ergab sich eine tiefe Kluft zwischen West- und Ostjuden.